# Vol. 1 (Brunori Sas)
Vol.1 è il primo album in studio del cantautore italiano Dario Brunori, meglio conosciuto col nome di Brunori Sas come solista, pubblicato nel 2009.

## Il disco
Il disco è una raccolta di otto canzoni che presentano l'artista nella sua peculiarità: racconti popolari, storie schiette e sincere, dolori vissuti con la vena realistica che caratterizza il cantautore calabrese. Il disco è completato dalla cover di Stella d'argento, successo di Gino Santercole del 1964.

## Tracce
Testi e musiche di Dario Brunori, tranne dove indicato
1. Il pugile – 3:05
2. Italian dandy – 4:56
3. Nanà – 3:16
4. Paolo – 2:18
5. Come stai – 3:59
6. Guardia '82 – 4:28
7. L'imprenditore – 3:02
8. Di così – 4:32
9. Stella d'argento – 1:19 (testo: Devilli – musica: Jimmy Kennedy, Michael Carr)

## Curiosità
- L'album Vol. 1 contiene un canzoniere per chitarra originale dell'autore con tanto di foto a corredo dei testi con accordi.[3]
- Il bambino in copertina è lo stesso Brunori, mentre nel booklet dell'album è presente la foto di un altro bambino: il fratello Alessandro. Le foto sono state scattate dal padre dei due.[4]
- Il brano Paolo è la sigla del cartone animato Dixiland, col testo però rielaborato.